# Anna von Egmond

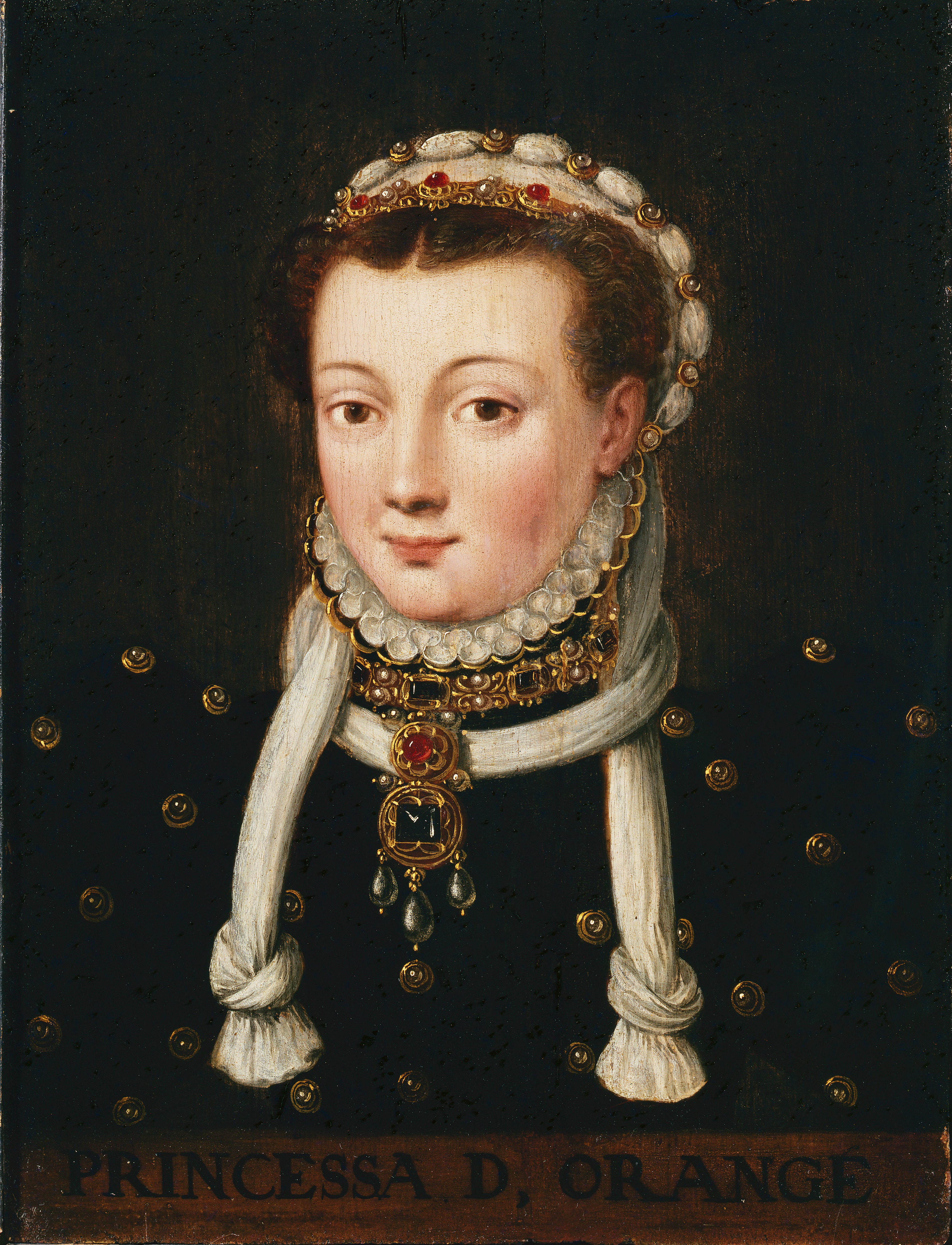
Anna von Egmond, Gräfin von Büren

Anna von Egmond (niederländisch: Anna van Buren; getauft im März 1533 in Grave; † 24. März 1558 in Breda) – aus dem Haus Egmond stammend – war aus eigenem Recht Gräfin von Buren, Leerdam und Lingen, Baronin von IJsselstein, Herrin von St.Maartensijk, Kortgene, Kranendonk, Borssele, Grave, Odijk sowie der Hohen Herrlichkeit Jaarsveld.

## Leben
Anna war einziges Kind und Erbin des Kapitän-Generals der Niederlande Maximilian von Egmond und dessen Gemahlin Françoise de Lannoy († 1562), Herrin von Lannoy, Santes und Drongen. Sie folgte ihrem Vater suo jure als Gräfin von Buren (Büren), Leerdam und Lingen etc. 1548.
Anna stammte aus einer der ältesten und prominentesten Familien der Niederlande, zu der auch die niederländischen Freiheitskämpfer Lamoral von Egmond und Philippe de Montmorency, Graf von Hoorn gehörten, letzterer war ein Sohn ihrer Tante Anna von Egmond († 1574). Die von ihrem Vater erworbene Grafschaft Lingen verkaufte Anna, als sie heiratete, für 120.000 Goldgulden an Kaiser Karl V.

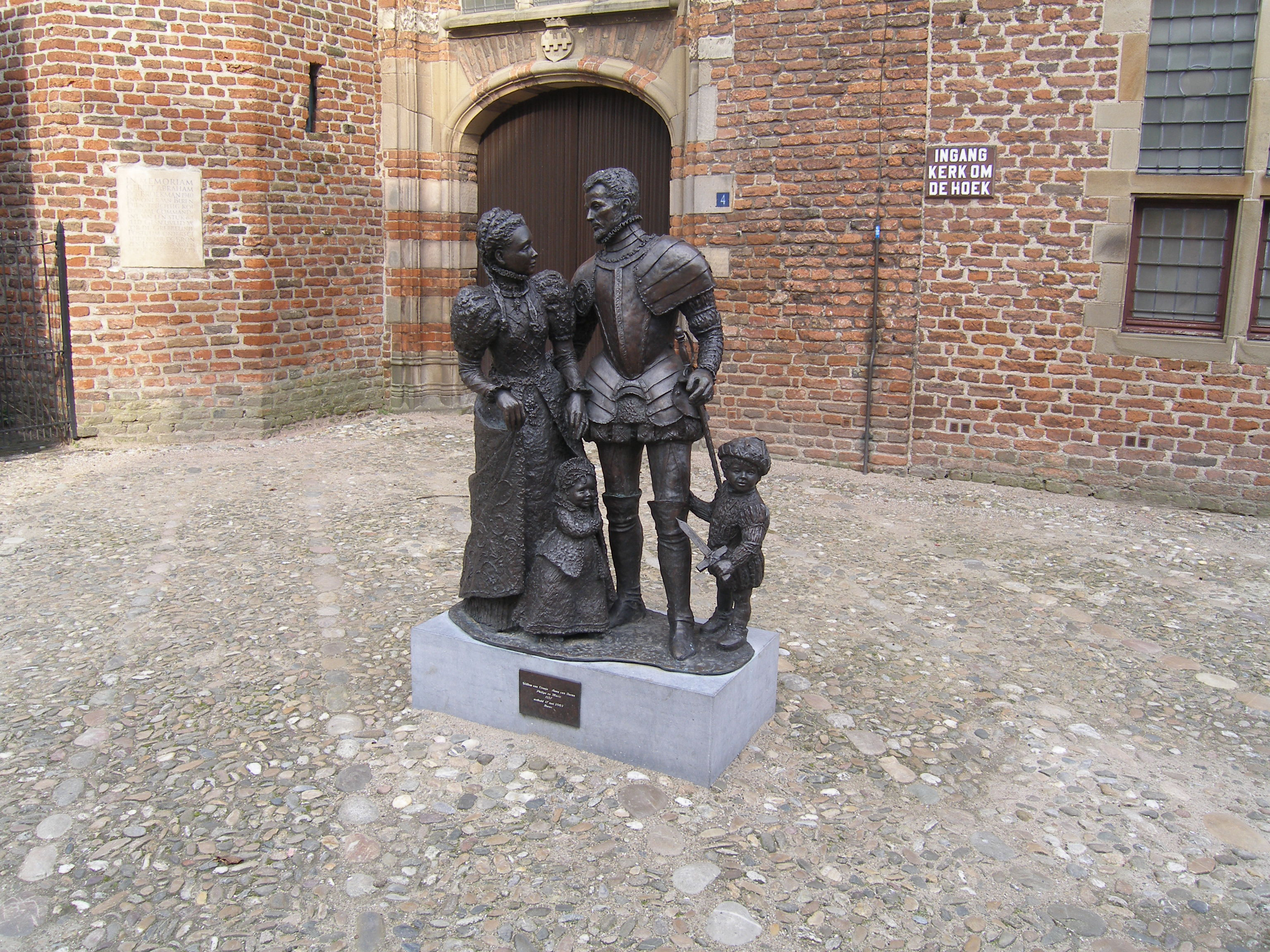
Anna mit ihrem Mann und ihren beiden Kindern, Denkmal im Stadtzentrum von Büren

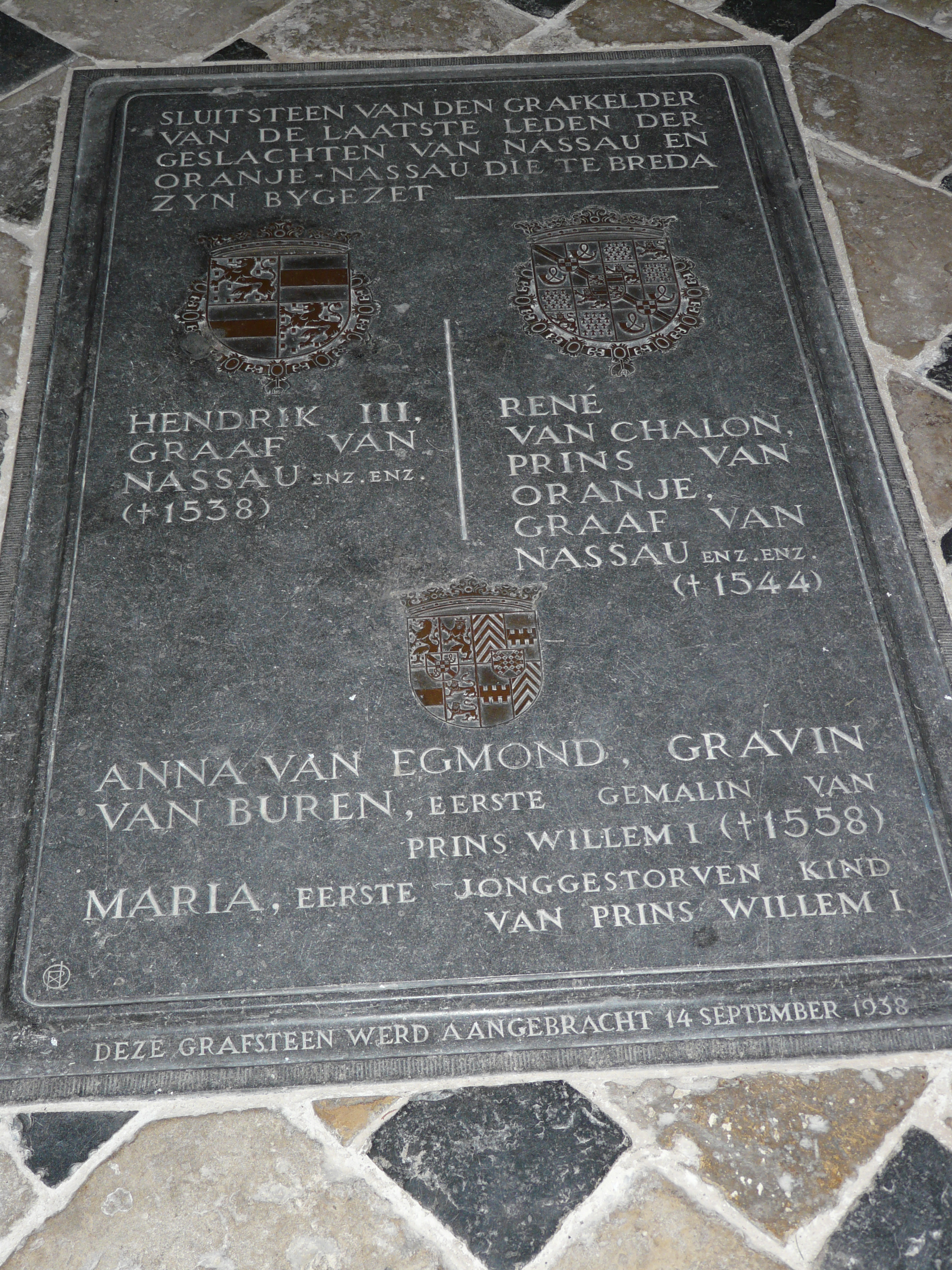
Anna van Buren Grab in Breda

Am 8. Juli 1551 heiratete sie in Büren Wilhelm I. von Oranien-Nassau, der als Erbe des Fürstentums Orange in den Niederlanden begütert war. Durch seine Ehe mit der reichen Erbin erwarb Wilhelm deren umfangreiche Ländereien sowie den Titel eines Grafen von Buren von Leerdam. Zum Zeitpunkt der Eheschließung war Wilhelm noch, genau wie seine gleichaltrige Gattin katholisch.
Überlieferte Briefe belegen, dass die Ehe äußerst glücklich war. Das Paar lebte abwechselnd auf den Schlössern Büren und Breda. Nach dem frühen Tod Annas mit 25 Jahren wurden ihre überlebenden Kinder an den Hof der niederländischen Statthalterin Maria von Ungarn zur Erziehung übergeben.
Anna ist bis heute die einzige aus Holland stammende Gemahlin eines niederländischen Regenten des Hauses Oranien. Den Titel des Grafen von Büren führt bis heute der jeweilige niederländische König. Aufgrund Annas Verbindung mit Wilhelm von Oranien nennt sich Buren (Gelderland) heute Oranjestad. Nach Anna sind in den Niederlanden mehrere Schulen benannt.

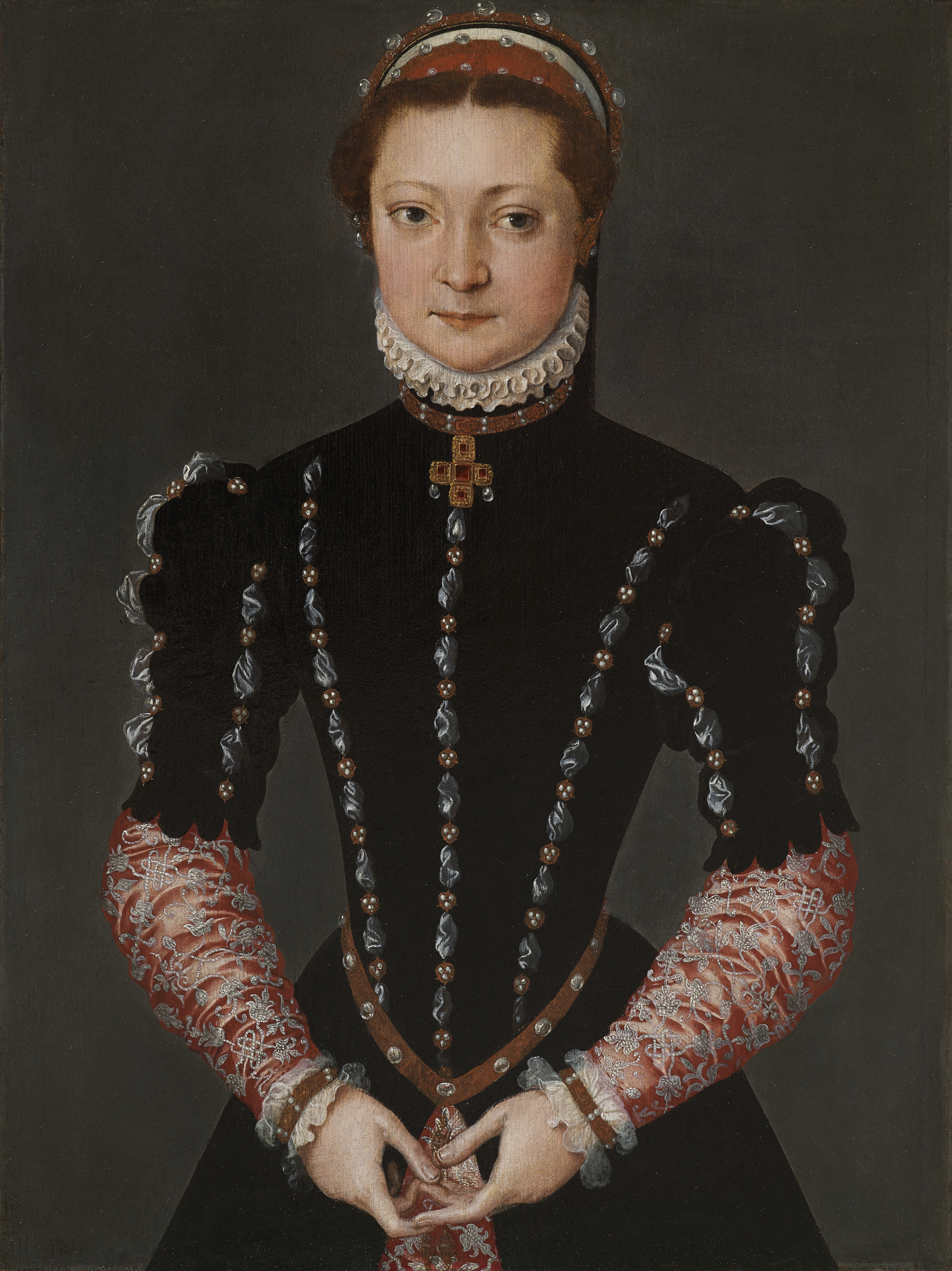
Porträt einer jungen Adligen, 41,3 × 31,2 cm, signiert und datiert 1554, Privatsammlung

## Die Porträts von Anna von Egmont
Das einzige Gemälde, das Anna von Egmont in den königlichen Sammlungen Hollands darstellt, könnte tatsächlich eine Kopie eines verlorenen Gemäldes sein.
Ein Porträt einer jungen Frau, gemalt von Pieter Pourbus, das 2017 erstmals in Brügge und 2018 im Gouda-Museum ausgestellt wurde, könnte das Porträt von Anna von Egmont sein.
Kurz nach Eröffnung der Ausstellung im Gouda Museum veröffentlichte der Kunsthistoriker Marc Couwenberg einen ausführlichen Artikel, der auf viele Ähnlichkeiten zwischen diesem Porträt und dem Porträt von Anna von Egmont aufmerksam macht Zugehörigkeit zur königlichen Sammlung von Den Haag.
Marc Couwenbergh beschreibt dieses Gemälde als Mona Lisa von Pourbus.

## Nachkommen
- Maria (1553–1554/5)
- Philipp Wilhelm (1554–1618), Prinz von Oranien ⚭ 1606 Éléonore de Bourbon-Condé (1587–1619)
- Maria (1556–1616) ⚭ 1595 Graf Philipp von Hohenlohe-Neuenstein (1550–1606)